# Георгије Гемистос Плетон
Георгије Гемист Плитон или Плетон (грч. Γεώργιος Πλήθων Γεμιστός, око 1355 — 1452) био је византијски филозоф, неоплатоничар, професор у Мистри и борац за обнову хеленства као основе отпора против Османлија.
Плитон је обновио платонску филозофију и окупио ученике створивши тако у Мистри школу античке филозофије. Он је можда први Византинац који је више филозоф, него теолог. Окренут је Платоновој и Аристотеловој филозофији и врло много је утицао на италијанску ренесансу. Мотивација ове хуманистичке ренесансе платонизма и уопште Плитонов позитиван однос према антици, јесте политичког карактера: Плитон сматра да ће само помоћу хеленске идеје Византија моћи да одбије напад ислама, и сачува своју слободу. Плитоново главно дело, „О законима“ (Νόμων συγγραφή), сачувано је само у фрагментима, од којих је највећи фрагмент под насловом „О судбини“ (Περί εἱμαρμένης). Дело је, наиме, изгубљено највише зато што је патријарх Генадије Схоларије наредио да се оно спали. Плитон је написао и дела о разликама између Платона и Аристотела, расправу „О срећи“ (Περὶ τύχης), два трактата о фирентинској унији, те географско дело са исправкама уз Страбонову географију. Међу Плитоновим ученицима најпознатији и најугледнији био је Висарион.
Плитон је био, пре свега, патриота, а византијске институције су, сматрао је он, искривиле хеленство, па је у томе тражио узроке њихових неуспеха. Једини лек, сматрао је, била би дубока реформа државе, друштва, васпитања, враћање напуштеним традицијама. У том је смислу упутио два апела, један цару Манојлу II (1391–1425) о узроцима друштвених и политичких слабости, а други око 1425. морејском деспоту Теодору II, у коме се залаже за реформе. Оба су апела била подједнако утопијска, како по својим одликама тако и због критичног момента у коме се налазила Византија. Доследан својим схватањима, био је противник уједињења цркава на сабору у Фиренци, где га је цар Јован VIII повео као саветника. Он је, наиме, сматрао да би унија и крсташки поход, само бацили хеленство у ново ропство.
Са непоколебљивом логиком, Плитон је својом реформом обухватао религију. Хришћанство за њега није принцип за унију, у којој види декаденцију хеленског мишљења. Он налази апсолутну истину у мисли коју су заступали Платон и неоплатоничари. За време боравка у Фиренци, где је био мета истинског обожавања, прича се да је рекао Георгију из Трапезунта да ће ускоро читава земља прихватити религију која неће бити ни хришћанство ни ислам, али која се неће разликовати од старог паганства. 
Програм те религије Плитон је изложио у својој књизи „О законима“. Наслов је позајмио од Платона, што је изазвало скандал, а Генадије Схоларије је ту књигу прогласио паганском. Као бранилац Аристотела против Платона, он је већ водио са Плитоном полемику зато што су му напади уперени против Аристотела изгледали уперени против цркве. И не само што је написао књигу против Плитона, већ је, пошто је постао патријарх, наредио спалљивање рукописа „Закона“. Ипак је поштедео један део, који је сачуван до наших времена, јер је желео да оправда своју осуду.
Расправа „О законима“ је догматско излагање, више теолошко него филозофско. Плитон излаже принципе на основу којих доноси законе, али то чини без икаквог образложења. Изворе уопште не наводи, али се може уочити да је упознат са филозофијом Михаила Псела, а од неоплатоничара да познаје списе Прокла. Дело је садржавало закон о реформама – друштвеним, политичким, моралним, верским. Требало је да закони обезбеде човеку срећу, али пре свега је било потребно познавати човека, што није могуће док се не зна место које он заузима у свемиру. 
У Плитоновој филозофији свемир обухвата божанска бића, бића чисте интелигенције, која бораве на небу и бића сачињена од душе и тела која станују унутар неба. Читав свемир проистиче из Зевсове мисли, првог принципа, и са њим је вечан: он проистиче из Зевса узрочном везом, а не временском. Према томе, Зевс ни у чему не може да мења своју вољу. Као и свемир, и он је потчињен најстрожем детерминизму. Све се везује за вољу Зевса, али несаломљивом везом фаталности – имармени (εἰμαρμήνη = „оно што припада“). Природе бића су класификоване по реду рађања. Посејдон, најстарији Зевсов син, председава скупу стварања, а његова браћа скупу елемената. Хера је на челу броја и умножавања бића, а нижи богови председавају скупу о законима Бића. Уколико се силази у хијерархији, делокруг је све ужи, јер по Платоновој теорији идеја, опште обухвата појединачно. После сфере богова долазе генији, демони, душе без тела, бесмртне као богови, али погрешиве, најзад људи сачињени од душе и тела, који треба да теже да постану слични боговима. Они представљају Идеје, али нису апстракције већ личности. Из свега произлази да је Плитонова филозофија, као и Јамблихова и Проклова, у ствари религија са одређеним култом и литургијом. Плитон је сматрао да таква религија потиче од Заратустре и да су је научавали Питагора и Платон.
Плитон је умро у Мистри 1452. године, кратко време пре пада Цариграда у турске руке. Године 1466. неки од његових ученика пренели су његове посмртне остатке из Мистре у Темпио Малатестиано у Риминију, „да би велики Учитељ почивао међу слободним људима“. 
Плетон је одржао говор на сахрани Јелени Драгаш. 